# おくたん&だんなちゃん
『おくたん&だんなちゃん』は、コンドウアキによる日本の漫画作品。
主婦と生活社の『すてきな奥さん』にて2005年3月号から連載していた。犬が主人公。同出版社から単行本が発行されている。

## 概要
トイプードルの仲良し夫婦、犬山家のおくたんとだんなちゃんの、ほのぼのとした夫婦生活。

## 登場キャラクター
おくたん
専業主婦の若奥様。愛するだんなちゃんのために、ちょっと苦手な家事を日々修行中。長所は、とっても頑張りやさんなところ。短所は、後先考えないところ。トイプードルだがウサギと間違われると怒る。嫌いな食べ物は饅頭。懸賞が趣味。梅雨の時期には毛が湿気を含んで体が約1.5倍ほどになる。
だんなちゃん
おくたんよりも少し年上のサラリーマン。ネクタイにはこだわりがある。おくたんからは『だーちゃん』と呼ばれている。心優しく、穏やかな性格だがツッコミが厳しいときがある。静かに怒るので、おくたんが気付かないことが多い。梅雨の時期には毛が湿気を含んで体が約1.5倍ほどになる。
ヒナコ
犬山家で飼われているペット。男顔のメスの青い鳥。クリスマスイブにカラスから苛められていたのを、おくたん達に拾われた。おくたんとは喧嘩ばかりしているが、だんなちゃんは主として認めている。リンゴとビールが好物。
ねえたん
おくたんの姉。マイペースで凝り性。一度物事をやり始めたら、長続きしてしまう根性の持ち主。健康やダイエットに凝っているが、昔流行っていたダイエットのDVDに入隊している姿を見付けて、おくたんは度肝を抜かれた。
岸田くん
だんなちゃんの会社の同僚で、日本人とアメリカ人のハーフ。最近日本に来たばかりで日本にすごく憧れがあるそうだ。饅頭が特にお気に入り。おくたんの天敵。

## 書誌情報
- コンドウアキ『おくたん&だんなちゃん』2008年4月4日発売[1]、主婦と生活社、ISBN 978-4-391-13587-9
- コンドウアキ『おくたんとだんなちゃん ぜんぶ。』主婦と生活社
  1. 2013年10月18日発売[2]、ISBN 978-4-391-14430-7
  2. 2013年10月18日発売[3]、ISBN 978-4-391-14431-4